# Dora (U-bootbunker)

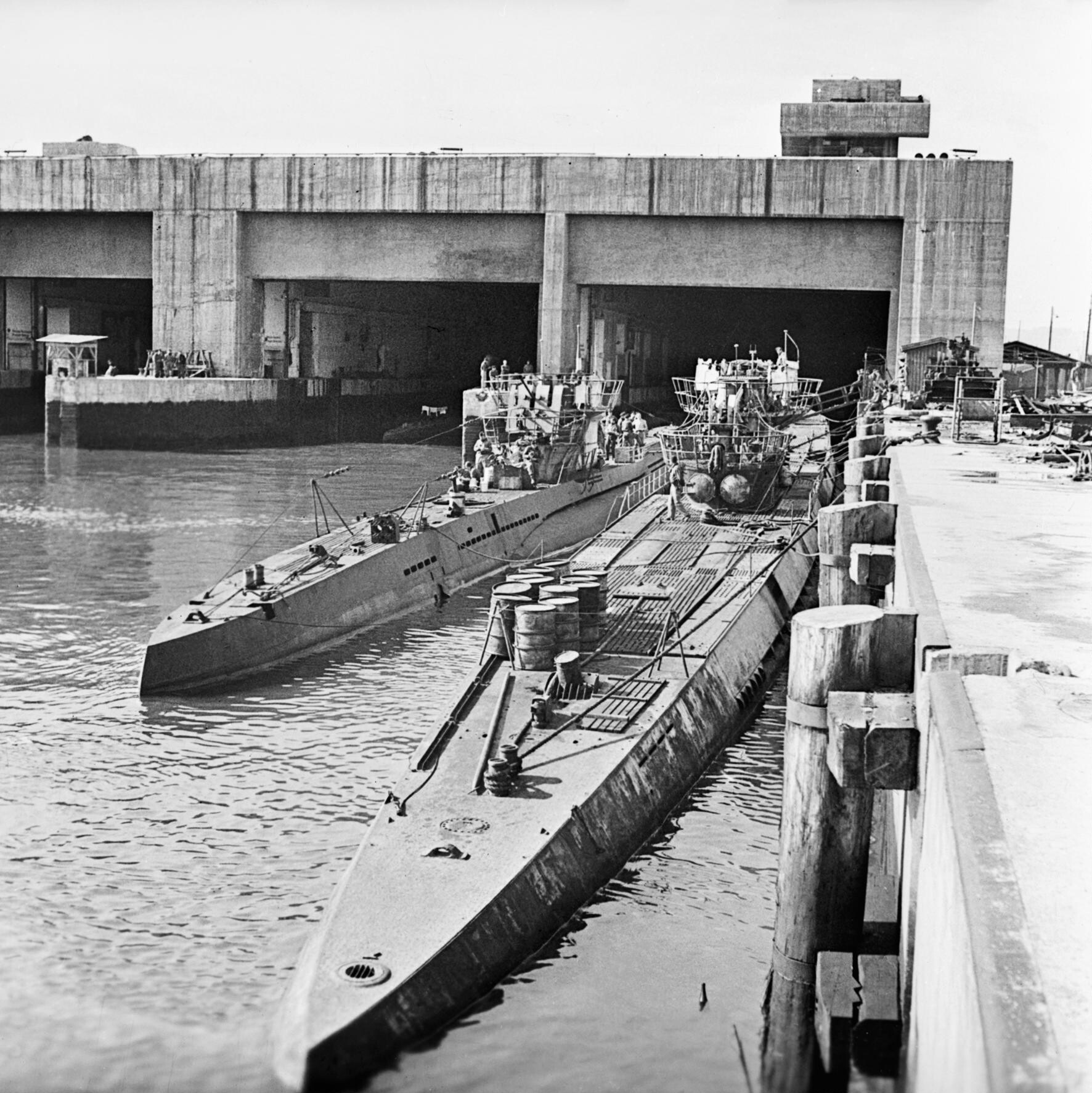
U-boten in mei 1945 voor Dora 1

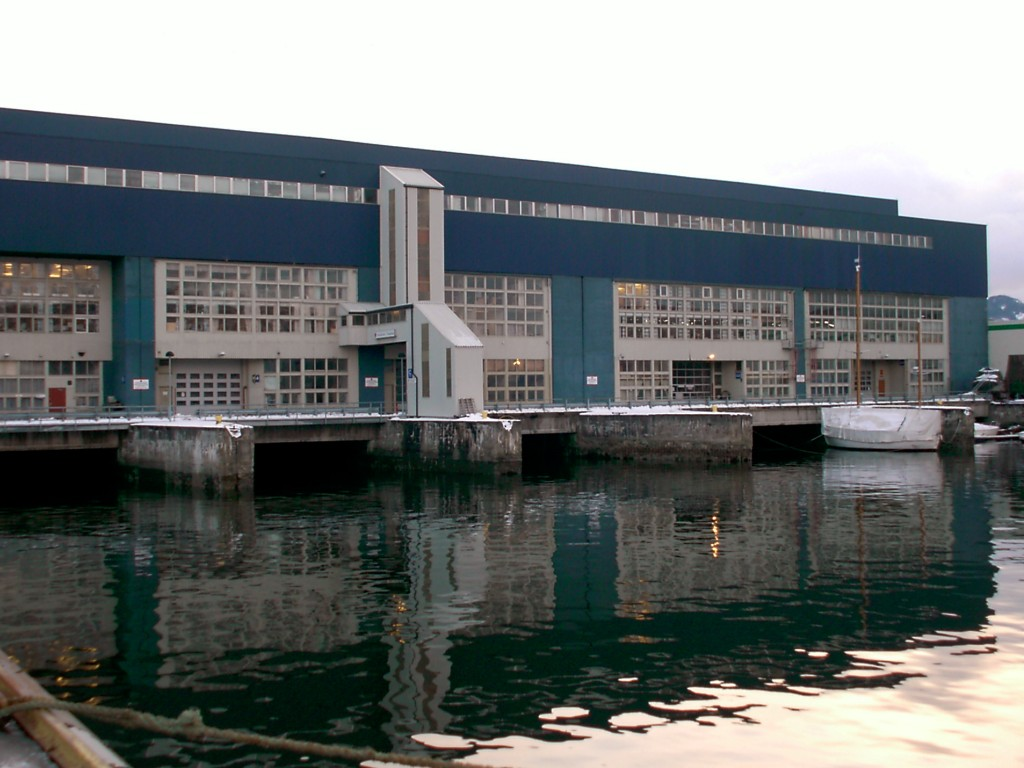
Dora 1 gezien vanaf de zeezijde

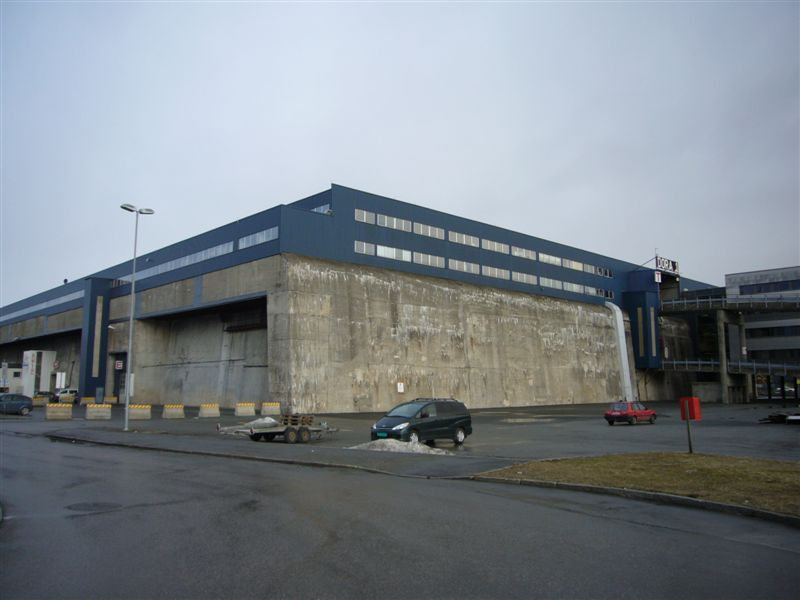
idem gezien van de landzijde

Dora 1 en Dora 2 zijn twee voormalige bunkers voor U-boten in het Noorse Trondheim. Ze werden aangelegd door de Duitsers tijdens de Tweede Wereldoorlog. Dora 1 is afgemaakt. Dora 2 werd slechts deels gebouwd.

## Achtergrond
Na de bezetting van Noorwegen in juni 1940 zag de Duitse Kriegsmarine het voordeel in van de lange kustlijn en diepe fjorden als uitvalsbasis voor schepen en U-boten. Na de capitulatie van Frankrijk twee maanden later, nam het strategische belang van Noorwegen af. De havens van Frankrijk, waaronder de zeer grote onderzeebootbasis in Lorient, gaven een betere toegang tot de Atlantische Oceaan, maar Noorwegen bleef van belang als uitvalsbasis voor aanvallen op het noordelijk deel van de Atlantische Oceaan en de Noordelijke IJszee.

## Bouw en gebruik
In Noorwegen waren onvoldoende werven die groot genoeg waren voor het onderhoud en reparaties aan grote marineschepen. Verder was de dreiging van geallieerde luchtaanvallen aanwezig. De marine besloot twee grote bunkers te bouwen die hiertegen bestand waren en waarin veilig onderhoud aan de U-boten kon worden uitgevoerd.
De eerste bunker, Dora 1, is 154 meter lang en 105 meter breed. Er waren vijf ruimten, drie ervan waren 15 meter breed en boden ruimte aan een U-boot, en twee ruimten van 21 meter breed waarin twee U-boten tegelijk konden liggen. Het complex bood een veilige onderhoudsruimte voor zeven U-boten.
Met de bouw van Dora 1 werd in de herfst van 1941 begonnen. De muren en het dak bestaan uit 3 meter dik gewapend beton. Noorwegen bood te weinig personeel en ook bouwmateriaal moest van buiten worden aangevoerd. Het staal voor de wapening werd ingevoerd vanuit Duitsland. De bouw werd uitgevoerd door Organisation Todt en duizenden mensen werkten aan de bunkers waaronder ook honderden Sovjet krijgsgevangenen. Mede vanwege het strenge winterweer werd de bunker pas in juni 1943 opgeleverd.
De basis werd gebruikt door de 13. Unterseebootsflottille. De eenheid werd in juni 1943 opgericht. Vijfenvijftig U-boten maakten deel uit van de eenheid die tijdens haar gehele bestaan Trondheim als basis gebruikte.
Het complex werd beschermd met Flak. De basis werd diverse malen aangevallen door geallieerde bommenwerpers. Tijdens een aanval op 24 juli 1943 werd de basis beschadigd. Een grote aanval op 22 november 1944 werd gestaakt omdat het weer een goed zicht op het doel belemmerde.
De bouw van een tweede en kleinere bunker, Dora 2, startte in 1942. Die bunker ligt dicht bij Dora 1. De bouw vorderde langzaam en die bunker was maar voor de helft gereed tegen het einde van de oorlog. Hier was ruimte voor nog eens zes U-boten. Dit gebouw wordt momenteel gebruikt door een scheepswerf.

## Na de oorlog
Na de oorlog wilde men Dora 1 opblazen, maar hiervan werd afgezien. De omvang van de bunker en de zware constructie zou zware schade aan de omliggende gebouwen hebben veroorzaakt. De basis werd korte tijd gebruikt door de Noorse strijdkrachten en later zijn er twee etages boven op de bunker gebouwd. In het gebouw is sinds 1997 een archiefcentrum gevestigd, een bowlingbaan en een aantal andere bedrijven waaronder een datacenter.